# Nikołaj Bystriakow
Nikołaj Andriejewicz Bystriakow, ros. Николай Андреевич Быстряков (ur. 1875 we wsi Woskriesienskoje (Suida) w guberni sanktpetersburskiej, zm. 26 listopada 1949 w łagrze w Karagandzie) − rosyjski, a następnie radziecki duchowny prawosławny.
W 1896 r. ukończył seminarium duchowne w Sankt Petersburgu. Uczył w szkole cerkiewno-parafialnej we wsi Pczewa. Pod koniec stycznia 1899 r. został wyświęcony na duchownego (jereja). Służył w cerkwi Woskriesienskiej we wsi Woskriesienskoje, obejmując po pewnym czasie funkcję jej proboszcza. Sprawował ją w okresie ZSRR i podczas okupacji niemieckiej. Doszedł do funkcji protojereja. Po wyzwoleniu wsi przez Armię Czerwoną został 22 października 1944 r. aresztowany przez NKWD. Po procesie skazano go na karę 15 lat łagrów. Osadzono go w obozie w Karagandzie. W kwietniu 1947 r. zmniejszono karę do 10 lat. Zmarł w obozie.